# Lesedi La Rona
Le Lesedi La Rona (« notre lumière » en tswana), initialement connu comme le Karowe AK6, est, à sa découverte, avec 1 109 carats, le troisième plus gros diamant brut jamais découvert après le Cullinan et le Sergio.
La taille du brut a permis l'obtention d'un diamant principal de 302,37 carats de couleur est D, c'est-à-dire « blanc exceptionnel + ». 66 petites pierres issues de 26 carats à moins de un carat ont été également obtenues.

## Caractéristiques
Le Karowe AK6 a été découvert le 16 novembre 2015 dans la mine de Karowe au Botswana. Il possède un poids de 1 109 carats et une taille proche de celle d'une balle de tennis. Comme le Cullinan, il s'agit d'un diamant blanc, de type IIa (très rare car représentant 0,8 % des diamants). La couleur exacte de la pierre n'a pas pu être déterminée, sachant que la taille peut l'améliorer. Il est nommé Lesedi La Rona à la suite d'un concours.

## Commercialisation
Le géologue Phil Swinfen l'a estimé entre 40  et   60 millions de dollars. Mais une vente aux enchères chez Sotheby's à Londres échoue en juin 2016, faute d'avoir atteint le prix de réserve de 70 millions de dollars. Il est finalement acheté en septembre 2017 par le joaillier britannique Laurence Graff, pour 53 millions de dollars (45 millions d'euros) auprès de la compagnie canadienne Lucara Diamond.

## Taille
Le 10 avril 2019, le joaillier Graff présente les pierres issues de la taille du brut. Une grosse pierre nommée le Graff Lesedi La Rona (« Lesedi La Rona » signifie « notre lumière » en tswana) et 66 petites ont été produites. Le diamant principal pèse 302,37 carats. Il est taillé en émeraude, ce qui en fait le plus gros diamant taillé en émeraude dans le monde. Sa couleur est D, c'est-à-dire « blanc exceptionnel + ». Selon Graff, ce diamant est « le plus grand diamant de la plus haute pureté et de la couleur la plus blanche qui n'ait jamais été certifié par le Gemological Institute of America (GIA) ». La taille de la pierre a été menée grâce à une modélisation tridimensionnelle du brut, afin d'optimiser les dimensions des pierres tout en évitant les défauts internes. Bien que les premières simulations ont montré qu'un poids de 300 carats pour la pierre principale n'était pas possible, Laurence Graff a insisté pour atteindre cette taille. La pureté du gros diamant taillé n'a pas été communiquée.
Les autres 66 pierres issues du brut pèsent de 26 carats à moins de un carat. Chacune est certifiée par Graff. Elles ont été mises en vente dès novembre 2018.